# Psyrassa chamelae
Psyrassa chamelae är en skalbaggsart som beskrevs av Toledo 2006. Psyrassa chamelae ingår i släktet Psyrassa och familjen långhorningar. Inga underarter finns listade i Catalogue of Life.